# Гранд-Марей (город, Миннесота)
Гранд-Марей (англ. Grand Marais) — город в штате Миннесота, США. Он является административным центром округа Кук. Согласно переписи 2010 года в городе проживает 1351 человек. Название города переводится с французского как «Большие болота».

## Географическое положение
Гранд-Марей расположен на северо-западном берегу озера Верхнее на северо-востоке штата Миннесота. Площадь населённого пункта составляет 7,5 км².

## Демография
По данным переписи населения 2010 года в Гранд-Марее проживали 1351 человек, было 673 домохозяйства и 331 семья. Расовый состав населения: 93,4 % белых, 0,4 % афроамериканцев, 2,4 % коренных американцев и представители двух и более рас — 2,5 %.
Из 673 домашних хозяйств 37,1 % представляли собой совместно проживающие супружеские пары (12,6 % с детьми младше 18 лет), в 9,4 % домохозяйств женщины проживали без мужей, в 2,7 % домохозяйств мужчины проживали без жён, 50,8 % не имели семьи. В среднем домашнее хозяйство вели 1,94 человека, а средний размер семьи — 2,67 человека.
Население города по возрастному диапазону распределилось следующим образом: 18,1 % — жители младше 18 лет, 1,8 % — между 18 и 21 годами, 57,1 % — от 21 до 65 лет и 23,0 % — в возрасте 65 лет и старше. Средний возраст населения — 48,4 года. На каждые 100 женщин приходилось 99,2 мужчин, при этом на 100 совершеннолетних женщин приходилось уже 99,1 мужчин сопоставимого возраста.
В 2010 году из 201 трудоспособного жителя старше 16 лет имели работу 135 человек. При этом мужчины имели медианный доход в 38 333 доллара США в год против 29 167 долларов среднегодового дохода у женщин. В 2014 году медианный доход на семью оценивался в 77 955 $, на домашнее хозяйство — в 77 500 $. Доход на душу населения — 33 761 $.